# Weimarer Pitaval: Der Fall Saffran
Der Fall Saffran ist ein Kriminalfilm der Reihe Fernsehpitaval des Deutschen Fernsehfunks von Wolfgang Luderer aus dem Jahr 1958.

## Handlung
In einem Leichenschauhaus treffen sich der Kriminalkommissar, der Hausarzt, die Ehefrau sowie der Buchhalter Robert Kipnik und die Prokuristin Ella Augustin der Firma Saffran, um die Leiche Fritz Saffrans zu identifizieren, der bei einem Brand im Büro seines Betriebes ums Leben kam. Da die Leiche bis zur Unkenntlichkeit entstellt ist, kann sie nur auf Grund der bei ihr gefundenen Beweisstücke, wie den Ehering, mit der Gravur Martha, 3. Juni 1928, einen Siegelring und einer goldenen Kapseluhr, erkannt werden. Der Hausarzt blickt in Gedanken zwei Jahre zurück, da er sich an den Tag der Hochzeit noch sehr genau erinnern kann, als Saffran die Tochter des Möbelfabrikanten Klotz heiratet und dadurch Mitinhaber der Firma wird.
Etwas später bringt der Kriminalassistent Wehler die Akte Saffran zu seinem Chef Kriminalkommissar Maurer, da sie abgeschlossen werden soll. Als bereits fast alles geklärt ist, kommt der Versicherungsagent Schmitz aus Berlin hinzu und wirft ein völlig neues Licht auf den Todesfall. Bei seiner Versicherung, der Allianz, ist Herr Saffran mit einer Lebens- und Unfallversicherung in Höhe von 300.000 Mark zu Gunsten seiner Ehefrau versichert. Da bei solch hohen Summen die verschiedenen Versicherungen zusammen arbeiten, stellen sie fest, dass Herr Saffran Ende August 1930 noch drei weitere Abschlüsse in einer Höhe von über einer Million Mark getätigt hat, bei denen aber Ella Augustin die Begünstigte ist. Eine fünfte Lebensversicherung wird Ende Mai 1930 bei der VICTORIA zu Gunsten seiner Ehefrau abgeschlossen. Bereits im September 1930 stirbt Fritz Saffran bei dem Brand; deshalb müssen die Kriminalisten den Fall mit den gewonnenen Erkenntnissen erneut überdenken.
Als Verdächtige bietet sich Ella Augustin an, die ihn umgebracht haben könnte, da sie begünstigt wird. Ein Verhör mit dem Buchhalter Kipnik bringt nichts Neues, jedoch räumt Frau Augustin etwas später ein, von den Versicherungsabschlüssen zu wissen, und auch Kipnik wäre darüber informiert. Saffran hat diese abgeschlossen, da es dem Betrieb durch die Weltwirtschaftskrise finanziell nicht gut geht und der Geldverleiher eine Sicherheit haben möchte. Die beiden Kriminalisten überlegen nun, weshalb der Buchhalter gelogen hat. Auch Frau Saffran wird zum Gespräch gebeten. Sie hat aber nur Kenntnis von einer Lebensversicherung zu ihren Gunsten, und als sie hört, dass 3 Versicherungen für Ella Augustin abgeschlossen wurden, bekommt sie einen Weinkrampf und gibt zu, von dem Verhältnis ihres Mannes zu seiner Kontoristin zu wissen.
Zur Lösung des Falls trägt der berühmte Kommissar Zufall bei. Der Apotheker Rössner erkennt beim Aussteigen aus der Eisenbahn in Spandau Fritz Saffran und meldet sofort der Polizei, dass dieser auf dem Weg nach Wittenberge ist. Hier wird er bei der Ankunft bereits erwartet und verhaftet. In seiner Vernehmung klärt er die Kriminalpolizei über die Zusammenhänge seines Verschwindens auf:
Die Schulden in seinem Betrieb stiegen immer weiter, so dass Robert Kipnik die Idee hat, die Versicherungspolicen einzulösen. Doch dazu ist das Ableben Saffrans erforderlich, wozu Kipnik auch einen Vorschlag hat, der dann realisiert wird. Während einer Autofahrt Saffrans mit Kipnik sehen sie am Straßenrand einen Wanderburschen, täuschen eine Panne vor und bieten ihm an, ihn ein Stück des Weges mitzunehmen. Sie lassen ihn auf dem Beifahrersitz Platz nehmen, und Kipnik erschießt ihn von der Rückbank aus. Anschließend bringen sie ihn in das Büro der Möbelfabrik und setzen alles in Brand, nicht ohne ihn umzukleiden sowie ein paar Sachen zuzustecken, damit er als Fritz Saffran identifiziert werden kann. Weiterhin erklärt Saffran der Polizei, dass er seine Zukunft mit seiner Geliebten Ella Augustin in Brasilien verbringen will. Doch auch hier erfolgt eine Ernüchterung, denn Robert Kipnik und Ella Augustin waren schon ein Paar, bevor sie anfängt, im Möbelwerk zu arbeiten. Die Verbindung zu Saffran hat sie nur unter Roberts Zwang aufrechterhalten.
Da es sich bei dem Pitaval um einen tatsächlichen Mord handelt, erfährt man zum Schluss von dem Mitautor und Rechtsanwalt Friedrich Karl Kaul das Urteil: Am 12. September 1931 werden Fritz Saffran und Robert Kipnik vom Schwurgericht Wattenscheid zum Tode und je 12 Jahren Zuchthaus verurteilt. Ella Augustin erhält 5 Jahre Zuchthaus. Im November 1931 werden Saffran und Kipnik zu einer lebenslangen Zuchthausstrafe begnadigt.

## Produktion
Der Fernsehfilm erschien als 1. Folge der Filmreihe Weimarer Pitaval und wurde am 25. November 1958 zum ersten Mal gesendet.
Das Buch wurde von Friedrich Karl Kaul, der auch die verbindenden Texte spricht, und Walter Jupé anhand authentischer Gerichtsakten verfasst. Für die Dramaturgie war Aenne Keller verantwortlich.

## Kritik
Erwin Reich beurteilt den Film in der Berliner Zeitung als dramaturgisch einwandfrei gelungenes Stück, welches in der Bearbeitung von Aenne Keller gespanntes Interesse und Herzklopfen zugleich erregt. Die Inszenierung Wolfgang Luderers, sicher, selbstverständlich, bis ins letzte Detail genau in der Führung von Menschen und Kamera, sei zu den besten der letzten Zeit zu zählen.